# Juan Perón
Juan Domingo Perón (Lobos, 8 oktober 1895 – Olivos, 1 juli 1974) was een Argentijns militair en president van Argentinië van 1946 tot 1955 en van 1973 tot 1974.

## Biografie
Juan Perón werd geboren in Lobos in de provincie Buenos Aires en ging op 15-jarige leeftijd naar de militaire school. Hier bleek hij uiterst talentvol en snel klom hij op in de militaire hiërarchie. In de jaren dertig was hij militair waarnemer in het fascistische Italië.
In juni 1943 was hij als kolonel een belangrijke figuur in de militaire coup door de GOU (Verenigde Groep van Officieren) tegen het burgerbewind van Ramón Castillo. Dit werd nodig geacht, omdat de zittende president ernstig ziek was en weigerde de macht over te dragen aan zijn vicepresident, waardoor het land verviel in chaos. Oorspronkelijk was Perón onderminister van Oorlog, later werd hij minister van Arbeid en Sociale Zaken (november 1943) en uiteindelijk vicepresident en minister van Oorlog (februari 1944).
Hij werd echter op 9 oktober 1945 tot ontslag gedwongen door tegenstanders binnen de regering en kort daarna gearresteerd, maar massabetogingen dwongen zijn vrijlating af op 17 oktober. Perón was zo populair dat hij kort daarna verkozen werd tot president van Argentinië op 24 februari 1946 met 56% van de stemmen.
Perón ontvouwde zijn politiek van sociale en economische hervormingen en claimde een derde weg te bewandelen, tussen kapitalisme en communisme. Hiertoe volgde hij een solidaristische en corporatistische lijn, die klassenverzoening (maar volgens anderen juist weer klassenstrijd) en nationale eenheid tot doel had. Hij was stevig gekant tegen de Amerikanen en de Britten en voerde een nationalisatie van de industrie door, alsook een sterke industrialisatie van het land. Het peronisme is nog steeds een belangrijke factor in de Argentijnse politiek.
Juan Perón trouwde op 9 december 1945 met Eva Duarte, beter bekend als Evita. Zij was immens populair onder de Argentijnse bevolking. Zij had geen formele bestuurlijke positie, maar via een aantal door haar opgerichte maatschappelijke organisaties, die voor een deel nog steeds bestaan, profileerde zij zich als een soort minister van Sociale Zaken.
Perón werd herkozen in 1951. Bij Evita was toen al uitgezaaide baarmoederhalskanker geconstateerd. Ze overleed, 33 jaar oud, in 1952. In september 1955 werd Perón afgezet tijdens een militaire staatsgreep in een steeds slechter wordend economisch klimaat en na problemen met de Rooms-Katholieke Kerk, die zelfs tot zijn excommunicatie hadden geleid. Hij ging in ballingschap in Paraguay en vestigde zich uiteindelijk in Madrid. Daar huwde hij de nachtclubzangeres Isabel Martínez de Perón in 1961.
In 1973 herstelde generaal Alejandro Lanusse de democratie, nadat hij een staatsgreep had gepleegd in maart 1971. Op 11 maart 1973 werden er weer vrije verkiezingen gehouden. Perón mocht niet meedoen, maar de Argentijnse bevolking verkoos massaal zijn stroman Héctor Cámpora als president, die reeds in juli ontslag nam, zodat nieuwe verkiezingen volgden. Perón won deze met gemak en in oktober 1973 werd hij opnieuw president, met zijn vrouw Isabel als vicepresident. Er volgde een tumultueuze periode, want de Peronistische beweging was verre van een eenheid. De oude generalisimo kon in de strijd tussen de linker- en de rechtervleugel geen richting meer geven.
Juan Domingo Perón stierf op 1 juli 1974, minder dan een jaar na zijn benoeming. Zijn vrouw Isabel, die Peróns 'running mate' was in voorgaande verkiezingen, volgde hem op, maar werd in maart 1976 afgezet tijdens de staatsgreep waarbij junta-leider en dictator Jorge Videla aan de macht kwam.
Perón werd herbegraven op 17 oktober 2006 te San Vicente in een plechtige processie, die eindigde in een schietpartij waarbij enige doden vielen.

## Huwelijken
In totaal trouwde Juan Perón drie keer. De eerste keer was met Aurelia Tizon, die overleed aan de gevolgen van baarmoederhalskanker. Mede omdat Juan toen nog niet zo bekend was, is er over het leven van Aurelia niet veel bekend.
Zijn tweede vrouw was de eenvoudige Eva Perón, die als spiritueel leider van de natie de Stichting Eva Perón oprichtte. Nationaal en internationaal is zij nog steeds een icoon. Het beeld over haar wordt in Argentinië echter veelal op nuchterder wijze bekeken dan in de rest van de wereld, mede omdat Evita (Evaatje) zaken zou hebben gedaan met de nazi's. Ook Eva Perón overleed aan de gevolgen van baarmoederhalskanker. Eva Perón is zonder twijfel de bekendste vrouw van Juan Perón geworden, mede door de musical Evita van Andrew Lloyd Webber.
Zijn laatste vrouw, Isabel Perón, overleefde hem. Zij nam de politieke ideeën van haar echtgenoot over, al op het moment dat hij nog verbannen was. Na zijn dood trachtte zij het peronisme te verbreden, wat geen eenvoudige taak bleek.
- Biblioteca Nacional de España: XX1059659
- Bibliothèque nationale de France: cb120249814 (data)
- Catàleg d'autoritats de noms i títols de Catalunya: 981058607729206706
- CiNii: DA01300644
- Gemeinsame Normdatei: 118739999
- International Standard Name Identifier: 0000 0003 6864 4200
- Library of Congress Control Number: n50083258
- National Archives and Records Administration: 10596956
- Nationale Bibliotheek van Tsjechië: jn20000604402
- Nationale bibliotheek van Australië: 35178545
- Nationale Bibliotheek van Israël: 987007266420405171
- Nationale Bibliotheek van Polen: a0000001222127
- Nederlandse Thesaurus van Auteursnamen: 070128561
- Réseau des bibliothèques de Suisse occidentale: 02-A000129556
- Istituto Centrale per il Catalogo Unico: LO1V149722
- LIBRIS: 234294
- SNAC: w6df75d4
- Système universitaire de documentation: 02840937X
- Trove: 853611
- Virtual International Authority File: 73866687
- WorldCat: E39PBJd3RFKTFFqrTPt4JQJRrq

1. ↑  "Decreto de 30 de septiembre de 1946 por el que se concede el Collar de la Orden de Isabel la Católica al excelentísimo señor General Juan Domingo Perón, Presidente de la República Argentina"; uitgave: 285; pagina('s): 7594; gepubliceerd in: Boletín Oficial del Estado; datum van uitgave: 12 oktober 1946.
2. ↑  Actorenregister; Actorenregister-identificatiecode: 17e16bba-d2d8-11e8-828a-00505693001d.
3. ↑  nobelprize.org; Nobelprijs-identificatiecode voor nominatie: 7125.